# Miracle-
Amer al-Barkawi (tiếng Ả Rập: عامر البرقاوي) (sinh ngày 20 tháng 6 năm 1997), được biết đến với biệt danh Miracle-, là một vận động viên thể thao điện tử chuyên nghiệp môn Dota 2, hiện đang thi đấu cho Team Nigma. Ngày 12 tháng 8 năm 2017, anh cùng với Team Liquid vô địch The International 2017 giải đấu lớn nhất trong lịch sử thể thao điện tử tính đến năm 2017. Miracle- có quốc tịch kép do có mẹ là người Ba Lan và cha là người Jordan. Tính tới tháng 8 năm 2019, anh là vận động viên thể thao điện tử có tổng thu nhập cao thứ bảy thế giới với $4,691,444.88 USD sau khi cùng Team Liquid giành ngôi Á quân tại The International 2019.

## Khởi đầu sự nghiệp
Từ nhỏ, Miracle- đã bắt đầu làm quen với thể loại game MOBA (ARTS) với tựa game Defense of the Ancients (DotA), vốn được phát triển dựa trên nền Warcraft 3. Từ khoảng giữa năm 2014, Miracle- nổi lên là một trong những người chơi nghiệp dư nổi tiếng nhất ("pubstar") của môn Dota 2.
Đầu năm 2015, Miracle- bắt đầu sự nghiệp thi đấu chuyên nghiệp với đội Balkan Bears, tuy nhiên anh không được tham gia vào bất kỳ giải đấu lớn nào và rời đội chỉ sau bốn tháng. Cuối năm đó, Miracle- trở thành game thủ Dota 2 xếp hạng cao nhất 

## Team OG
Cuối năm 2015, Miracle- trở thành vận động viên chuyên nghiệp khi được Johan "N0tail" Sundstein mời vào đội hình của đội (monkey) Business Sau một thỏa thuận tài trợ, (monkey) Business đổi thành Team OG. Ngay sau khi đổi tên, Miracle- và đội đã vô địch giải Frankfurt Major, tiếp theo là vị trí thứ 7-8 tại Shanghai Major.
Năm 2016, OG đã vô địch liên tiếp Manilla Major và ESL One Frankfurt, trở thành đội đầu tiên vô địch 2 giải Major trong lịch sử Dota 2.
Ngày 11 tháng 5 năm 2016, anh trở thành người chơi Dota 2 đầu tiên cán mốc 9000 MMR - mức điểm xếp hạng cao nhất tính đến thời điểm đó của trò chơi. Sau khi đạt ví trí 9-12 tại giải vô địch thế giới The International 2016, Miracle- rời OG rồi tham gia Team Liquid vào tháng 9 năm 2016, sau khi Adrian "Fata" Trinks công bố nghỉ tạm thời thi đấu chuyên nghiệp.

## Team Liquid
Đầu năm 2017, Team Liquid không đủ điều kiện tham gia Boston Major. Tuy nhiên sau khi bạn của anh Maroun "GH" Merhej gia nhập Liquid, đội đã giành chiến thắng tại DreamLeague và nhanh chóng trở lại top dẫn đầu Dota 2 chuyên nghiệp.
Ngày 12/08/2017, Miracle- cùng Team Liquid đã vô địch The International 2017 sau khi chiến thắng Newbee với tỉ số 3-0, giành giải thưởng lớn nhất mà chưa một giải đấu eSport.
Năm 2018, Team Liquid còn giành thêm được danh hiệu Dota 2 Supermajor tổ chức tại Trung Quốc. Họ kết thúc mùa giải 2017-18 tại vị trí số 2 theo bảng xếp hạng của Valve. Tuy nhiên, tại The International 2018, Miracle- và Liquid chỉ giành được vị trí thứ 4 sau khi để thua Evil Geniuses với tỷ số 0-2. Tại The International 2019, team Liquid để thua 1-3 trước Team OG tại trận chung kết tổng, qua đó giành Á quân với tiền thưởng $4,460,194 USD.

## Team Nigma
Sau khi kết thúc The International 2019, toàn bộ thành viên đội Dota 2 của Team Liquid (trong đó có Miracle-) đã thông báo rời khỏi tổ chức Liquid để thành lập 1 tổ chức của riêng mình: Team Nigma.

## Giải thưởng, thành tựu
| Ngày       | Vị trí   | Giải đấu                                | Tỷ số                    | Giải thưởng |
| ---------- | -------- | --------------------------------------- | ------------------------ | ----------- |
| 25/08/2019 | Á quân   | Vô địch thể giới The International 2019 | Liquid 1-3 Team          | $4,457,750  |
| 24/08/2018 | Hạng 4   | Vô địch thế giới The International 2018 | Liquid 0-2 Evil Geniuses | $1,780,116  |
| 10/06/2018 | Vô địch  | Dota 2 Supermajor Trung Quốc            | Liquid 3-2 Virtus.Pro    | $555,000    |
| 06/05/2018 | Á quân   | EPICENTER XL                            | Liquid 1-3 PSG.LGD       | $200,000    |
| 25/03/2018 | Giải 3   | DreamLeague mùa 9                       | Liquid 0-2 Fnatic        | $30,000     |
| 11/03/2018 | Hạng 3-4 | Bucharest Major                         | Liquid 1-2 Virtus.Pro    | $90,000     |
| 25/02/2018 | Giải 3   | ESL One Katowice 2018                   | Liquid 2-1 Fnatic        | $120,000    |
| 04/02/2018 | Vô địch  | StarLadder i-League Invitational mùa 4  | Liquid 3-1 PSG.LGD       | $130,000    |
| 28/01/2018 | Á quân   | ESL One Genting 2018                    | Liquid 2-3 Newbee        | $80,000     |
| 03/12/2017 | Á quân   | DreamLeague mùa 8                       | Liquid 0-3 Secret        | $200,000    |
| 26/11/2017 | Vô địch  | Midas Mode                              | Liquid 3-1 Natus Vincere | $18,000     |
| 15/10/2017 | Vô địch  | StarLadder i-League Invitational mùa 3  | Liquid 3-1 Mineski       | $135,000    |
| 12/08/2017 | Vô địch  | Vô địch thế giới The International 2017 | Liquid 3-0 Newbee        | $10,834,200 |
| 22/07/2017 | Vô địch  | DreamLeague mùa 7                       | Liquid 3-2 Planet Odd    | $80,000     |
| 11/06/2017 | Vô địch  | EPICENTER 2017                          | Liquid 3-1 Evil Geniuses | $250,000    |
| 21/05/2017 | Vô địch  | StarLadder i-League Invitational mùa 2  | Liquid 3-2 TNC Pro Team  | $45,000     |
| 29/04/2017 | Hạng 5-8 | Kiev Major 2017                         | Liquid 1-2 IG            | $125,000    |
| 26/02/2017 | Vô địch  | StarLadder i-League StarSeries mùa 3    | Liquid 3-1 VGJ.Thunder   | $135,000    |

| Ngày       | Vị trí    | Giải đấu                                | Tỷ số                     | Giải thưởng |
| ---------- | --------- | --------------------------------------- | ------------------------- | ----------- |
| 09/08/2016 | Hạng 9-12 | Vô địch thế giới The International 2016 | OG 0-2 TNC Pro Team       | $311,557    |
| 19/06/2016 | Vô địch   | ESL One Frankfurt 2016                  | OG 3-0 Natus Vincere      | $157,273    |
| 12/06/2016 | Vô địch   | Manila Major 2016                       | OG 3-1 Liquid             | $1,110,000  |
| 16/04/2016 | Hạng 4    | StarLadder i-League Invitational        | OG 1-2 Vici Gaming Reborn | $7,500      |
| 04/03/2016 | Hạng 7-8  | Shanghai Major 2016                     | OG 1-2 Fnatic             | $105,000    |
| 21/11/2015 | Vô địch   | Frankfurt Major 2015                    | OG 3-1 Secret             | $1,110,000  |

| Ngày       | Vị trí   | Giải đấu                           | Tỷ số               | Giải thưởng |
| ---------- | -------- | ---------------------------------- | ------------------- | ----------- |
| 18/10/2015 | Hạng 3-4 | MLG World Finals 2015              | (m)B 1-2 Secret     | $34,194     |
| 21/09/2015 | Hạng 5-8 | WCA 2015 - European Pro Qualifiers | (m)B 0-2 Virtus.pro | $3,000      |

Vị trí sở trường của anh là đường giữa (solo mid). Miracle- được coi là game thủ có số lượng fan và fanclub hùng hậu nhất thế giới. Nhưng gần đây, Miracle chuyển sang chơi carry, nhường vị trí mid cho người đồng đội Aliwi "w33" Omar. Anh gần như chơi tốt tất cả các hero trong Dota 2. Các hero nổi bật của anh gồm có: Shadow Fiend, Invoker, Anti Mage, Templar Assasin, Tinker, Ember Spirit,... 